# La Bamba (brano musicale)
La Bamba è una canzone di musica latina, celebre soprattutto grazie alla versione di Ritchie Valens.

## Origini della canzone
La Bamba è nato come brano popolare messicano, in particolare dello Stato di Veracruz (dove in passato veniva eseguito molto spesso durante i matrimoni); essa è rimasta il tipo di danza grazie al balletto folkloristico.
Influenzato dai ritmi afro-messicani, nella canzone vengono usati un violino, una chitarra, un'arpa e delle jaranas, tipico strumento di Veracruz.

## Versioni moderne

### La versione di Valens
La canzone tradizionale ispirò Ritchie Valens a farne una versione rock and roll negli anni cinquanta, pubblicata come lato B del suo secondo 45 giri, Donna/La Bamba, pubblicato negli Stati Uniti a ottobre 1958. Valens, che era fiero delle sue origini messicane, era titubante nel fondere La Bamba con il rock and roll, ma successivamente concordò e ottenne una versione del brano di grande successo. Valens fece scrivere il testo alla zia Ernestine Reyes e cominciò a studiare foneticamente il brano in spagnolo, poiché era di madre lingua inglese.
La versione di Valens si è posizionata al 345º posto nella classifica della rivista Rolling Stone delle 500 migliori canzoni, diventando l'unico brano della lista non cantato in inglese. Ha raggiunto anche la 98ª posizione delle 100 migliori canzoni Rock and Roll di VH1.

### La versione  dei Los Lobos
I Los Lobos realizzarono una versione della canzone come colonna sonora del film del 1987 La Bamba, riguardante la vita di Valens, ed essa raggiunse il 1º posto nelle classifiche statunitensi, inglesi e australiane.

### Altre versioni
Nel 1959 è stata incisa in spagnolo dal gruppo italiano The Latins.
Il cantante esperantista francese Jean-Marc Leclercq ne ha fatto una versione in esperanto intitolata La Bambo, inclusa nell'album JoMo Friponas!.
Nel 1964 Enzo Jannacci ne interpreta una cover in dialetto milanese nel singolo L'Armando/La forza dell'amore, senza riportare il titolo del brano originale.
Nel 1966 Neil Diamond ne interpreta una cover per il suo album The Feel of Neil Diamond.
Nel 1970 Nicola Di Bari inserisce la sua versione nell'album omonimo Nicola Di Bari (1970).
Nel 1971 le gemelle Kessler inseriscono la loro versione nell'album Around the World.
Nel 1995 la cantante Cinzia Baldana, vocalist per Arianna Governatori, ha eseguito una cover inclusa nella compilation Non è la Rai gran finale.
Nel 2004, i tifosi del Liverpool Football Club adattarono il testo di La Bamba in una canzone, per celebrare l'arrivo del nuovo allenatore spagnolo Rafael Benítez con altri giocatori della stessa nazionalità. La popolarità della canzone crebbe a tal punto da divenire nel 2005 un inno della loro UEFA Champions League

## Riferimenti nella cultura di massa
Nel romanzo Tortuga di Valerio Evangelisti, la conquista di Veracruz da parte dei pirati viene indicata come origine della canzone.
Nel romanzo "Aristotele e Dante scoprono i segreti dell'universo" di Benjamin Alire Sáenz, i protagonisti ascoltano questo brano che lungo la storia diventa molto significativo.